# Ентони Дор
Ентони Дор (енгл. Anthony Doerr; Кливленд, 27. октобар 1973) амерички је књижевник. Истакао својим романом Сва светлост коју не видимо из 2014. за који је добио Пулицерову награду.

## Биографија
Рођен је и одрастао у Кливленду. Ожењен је и има два сина близанца. Живи у Бојсију.

## Дела
- Сва светлост коју не видимо (2014)  1476746583